# Taeniaptera teresacristinae
Taeniaptera teresacristinae är en tvåvingeart som beskrevs av De Albuquerque 1981. Taeniaptera teresacristinae ingår i släktet Taeniaptera och familjen skridflugor. Inga underarter finns listade i Catalogue of Life.